# ソフィア (お笑いコンビ)
ソフィアは、かつて松竹芸能に所属していた女性漫才コンビ。

## メンバー
ひろみ
- 京都府出身。

ゆか
- 京都府出身。

## 経歴
- 1983年結成。当初は「ひろみ・ゆか」で活動していた。
- 1984年8月18日、日本テレビ、「お笑いスター誕生!! 第3回オープントーナメントサバイバルシリーズ」に出場するも1回戦敗退。
  - 出場者はひろみ・ゆか、アキラバンド、東秀典・佑典、キッチュ[1]、コロッケ、コント山口君と竹田君、コントらぶこ～る、笑パーティー、大阪笑ルーム、ちゃらんぽらん、パート2、VANVAN、ひびきわたる、ぼん&正月、ザ・ポテト、歌メリ・マリ、でんでん、コントパロル、PALCO[2]、ブラック嶋田、牧田博、翔と遊。
- 1985年3月、NHK大阪放送局主催の「第15回NHK上方漫才コンテスト」に出場。
  - 本選出場者はひろみ・ゆか、ちゃらんぽらん、ハイヒール、西田タカミ・キヨミ、まるむし商店、中田八作・草井毛平、ざっと31、おかけんた・ゆうた[3]の8組。
- 1985年1月19日、「お笑いスター誕生!! 第4回オープントーナメントサバイバルシリーズ」1回戦敗退。
  - 「Aブロック」の出場者はひろみ・ゆか、ぶるうたす、ぼん&正月、VANVAN、ダウンタウン。
- 1985年5月11日、「お笑いスター誕生!! 第5回オープントーナメントサバイバルシリーズ」2回戦敗退。
  - 1回戦「Bブロック」の出場者はキモサベ社中、ソフィア、松竹梅、ザ・バッテリー、PALCO[2]。2回戦「Aブロック」はソフィア、ウッチャンナンチャン、ひびきわたる、松竹梅、ぶるうたす。
- 1985年10月12日、「お笑いスター誕生!! 第6回オープントーナメントサバイバルシリーズ」1回戦敗退。
  - 出場者はソフィア、松竹梅、ザ・ポテト、キャラバン、ちゃらんぽらん。
- 1986年1月15日、朝日放送主催の「第7回ABC漫才・落語新人コンクール」に出場。
  - 漫才の部非常階段、ソフィア、まるむし商店、松竹梅、ザ・ポテトの5組、落語の部、桂枝女太、桂三太[4]、笑福亭伯枝の3人。
- 1986年3月、NHK大阪放送局主催の「第16回NHK上方漫才コンテスト」に出場。
  - 本選出場者はソフィア、非常階段、まるむし商店、立山センター・オーバー、ピンナップ、ブレイク、ザ・ポテト、和光亭幸助・福助[5]の8組。
- 1987年3月、NHK大阪放送局主催の「第17回NHK上方漫才コンテスト」に出場。
  - 本選出場者はソフィア、どんきほ〜て、おかけんた・ゆうた[3]、ザ・ポテト、ピンクダック、和光亭幸助・福助[5]、やっちゃん&ゆうちゃん、小川あたる・たまるの8組。

## 備考
- 結成当初「ひろみ・ゆか」で活動していた同時期に、他事務所の吉本興業にも「ひろみ・ゆか」という女性漫才師があり、混合していた時期もあった。